# Guamkungsfiskare
Guamkungsfiskare (Todiramphus cinnamominus) är en fågel i familjen kungsfiskare inom ordningen praktfåglar. Den förekom tidigare på Guam i ögruppen Marianerna i Stilla havet, men är numera utdöd i vilt tillstånd.

## Utseende
Guamkungsfiskaren är en distinkt, liten (20 cm) kungsfiskare. Den har roströd hjässa, undersida och nackkrage och en grönsvart ansiktsmask som sträcker sig runt nacken. Vidare är den glansigt blågrön på mantel, vingar och stjärt. Honan har vit buk, tydligt skild från det rostfärgade bröstet. Liknande palaukungsfiskaren och pohnpeikungsfiskaren, tidigare behandlade som underarter, är båda rent vita på undersidan.

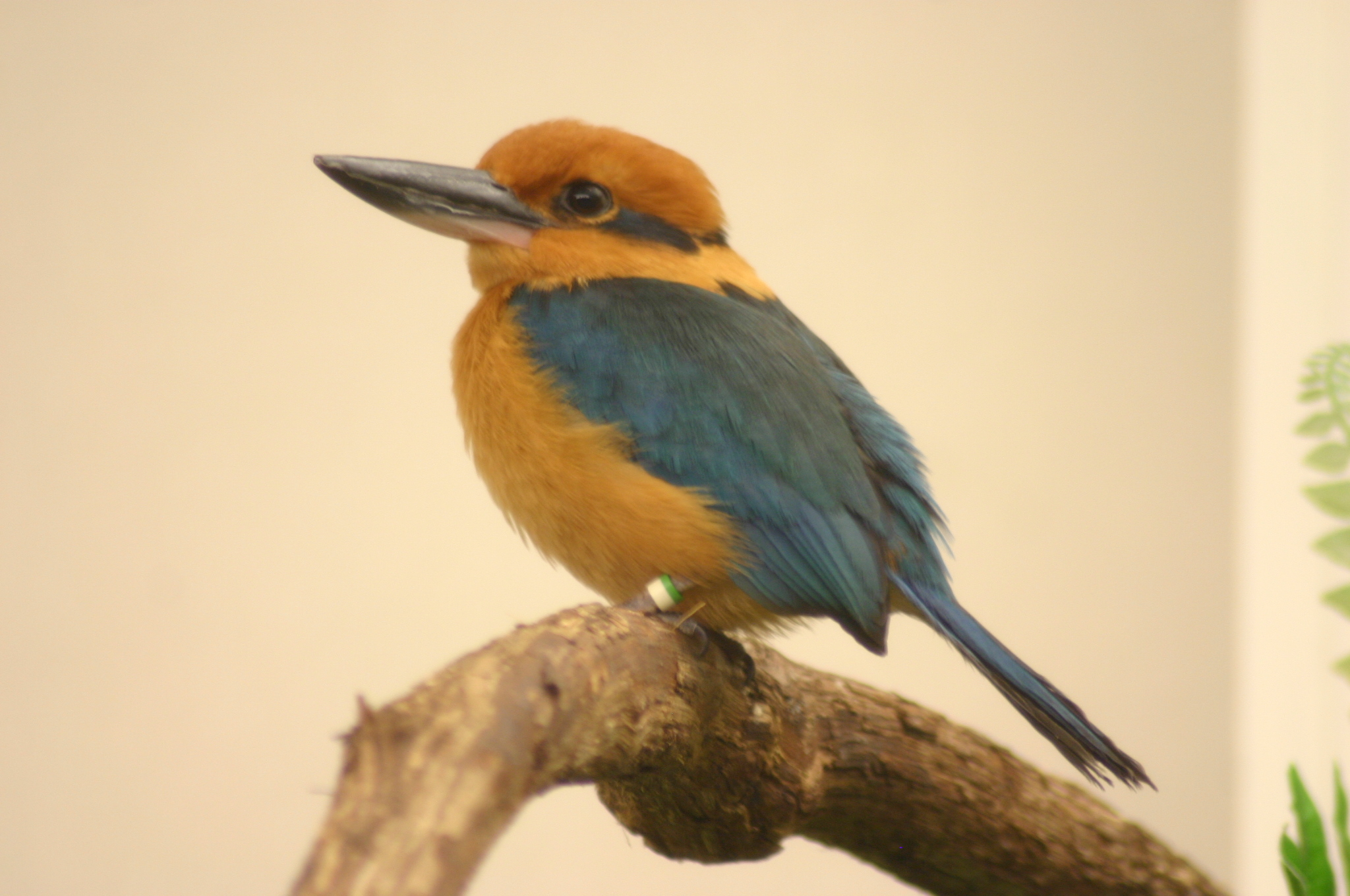
Guamkungsfiskare på Smithsonian National Zoological Park i Washington, DC.
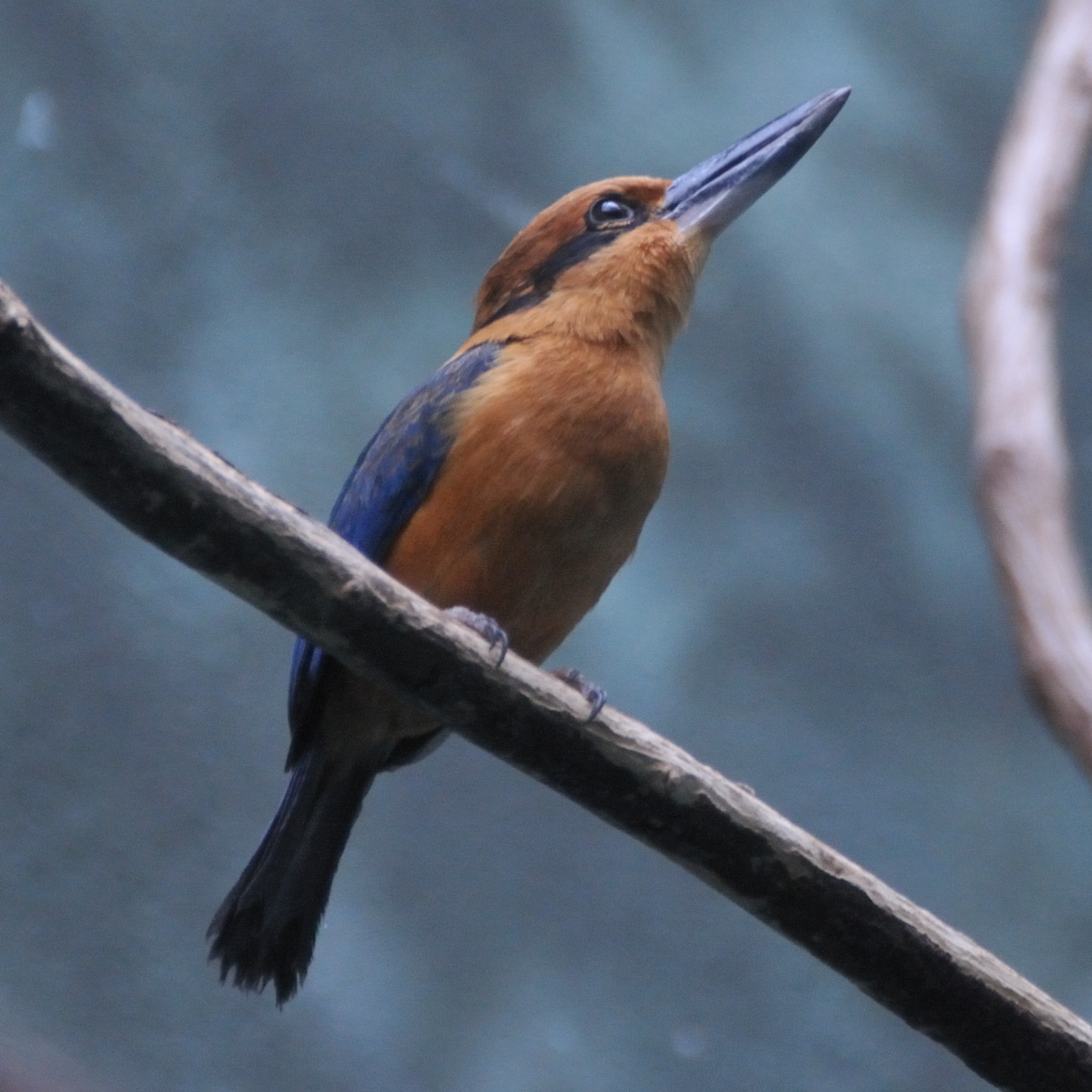
På Bronx Zoo.
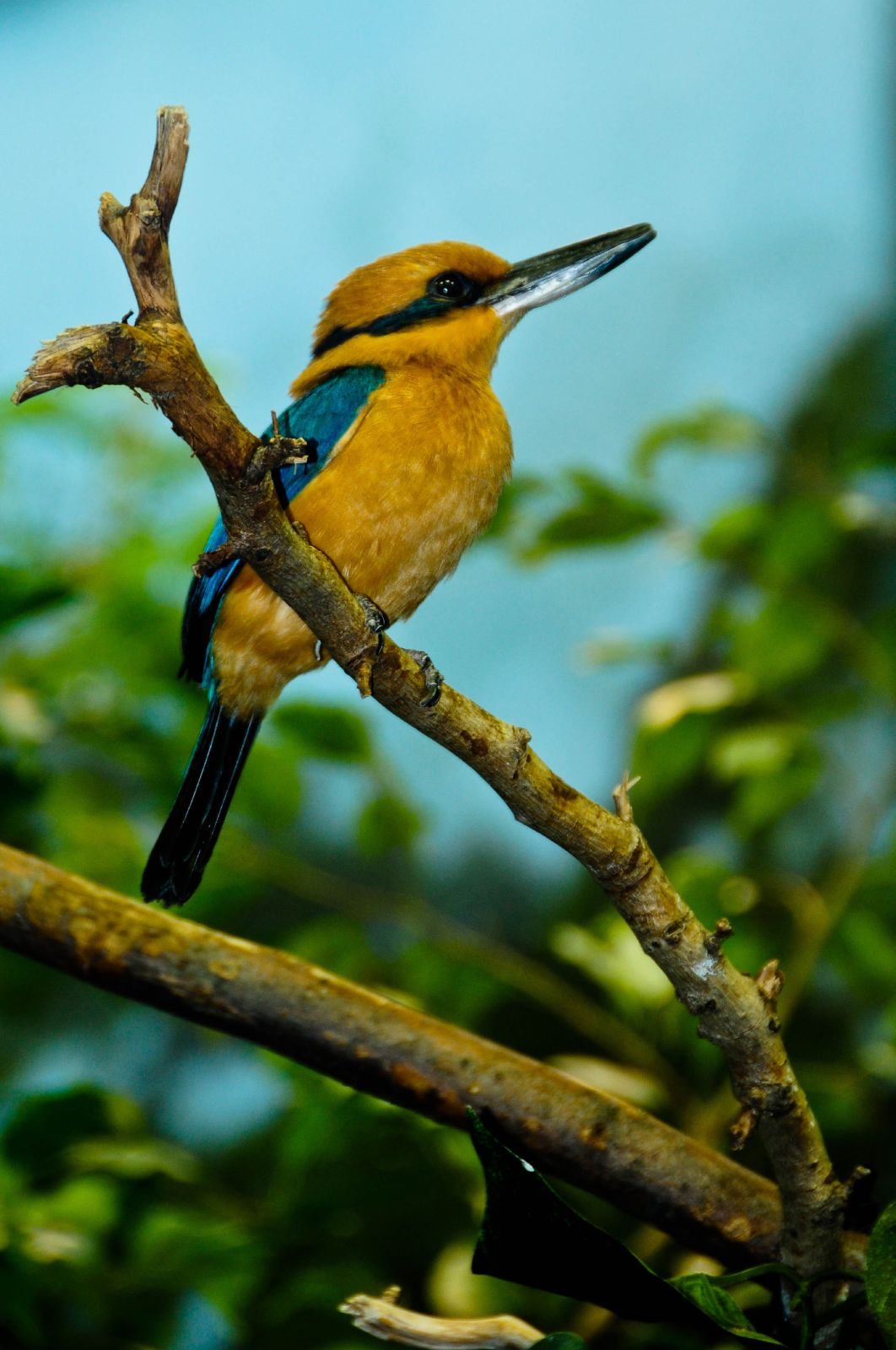
På Lincoln Park Zoo i Chicago.

## Utbredning och systematik
Guamkungsfiskaren förekom tidigare på Guam i Marianerna men är utdöd i vilt tillstånd. Taxonet miyakoensis, endast känd från ett enda skadat exemplar som påstås komma från Miyako-jima i japanska Ryukyuöarna, betraktades tidigare som underart till guamkungsfiskaren, av vissa till och med som den egna arten Todiramphus miyakoensis Både tongivande International Ornithological Congress och eBird/Clements erkänner den inte längre ens som giltigt taxon eftersom det inte är klarlagt att den verkligen samlades in på Miyako-jima.
Tidigare betraktades pohnpeikungsfiskare (T. reichenbachii) och palaukungsfiskare (T. pelewensis) som underarter till cinnamominus, som då kallades mikronesisk kungsfiskare.

## Levnadssätt
Guamkungsfiskaren hittades tidigare i olika miljöer över hela Guam, bland annat i kanter av mangroveträsk, bland kokospalmer, kustnära områden med inslag av träd, mer bergsbelägen blandskog och även i stora trädgårdar. Fågeln häckade mellan december och juli och hackade ur sitt bohål ur ett ruttet träd.

## Status och hot
På Guam blev arten akut utrotningshotad 1986 på grund av predation från en invasiv ormart på ön, Boiga irregularis. De förmodat sista 29 individerna fångades då in och är nu spridda på olika ställen i USA. Antalet gick 2013 upp till 124 individer. Internationella naturvårdsunionen (IUCN) kategoriserar arten som utdöd i vilt tillstånd.